# Егупов-Черкасский, Никита Иванович
Князь Никита Иванович Егупов-Черкасский по прозванию Курица (XVI век — не ранее 1634) — русский государственный и военный деятель, стряпчий, стольник и воевода, единственный сын воеводы князя Ивана Егуповича Черкасского. Представитель кабардинского княжеского рода Черкасских.

## Биография
В 1604 году стряпчий числился в составе русской армии, отправленной в поход против самозванца Лжедмитрия. Упоминается в боярском списке 1606—1607 годов.
В 1613 году после венчания на царство Михаила Фёдоровича, пожалован в стольники.
В 1617 году первый воевода в Ливнах. В том же году запорожский гетман Пётр Конашевич-Сагайдачный во главе казацкого войска осадил и взял штурмом крепость Ливны, перебив и взяв в плен большинство местных жителей. В плен попал первый ливенский воевода князь Н. И. Егупов-Черкасский, а его товарищ и второй воевода Пётр Данилов погиб в бою.
В 1619—1629 годах служил «стольником у государя» Михаила Фёдоровича. В 1626 году назначен воеводой в Переяславль-Рязанский. В марте 1630 году по царскому указу находился на «государевой службе в украинном разряде», где до октября 1630 года был первым воеводой передового полка в Дедилове. На него «били челом государю воеводы о местах: Федор да Григорий Пушкины да князь Иван Лобанов». Местнический спор был решён в пользу князя Н. И. Егупова-Черкасского.
В 1631 году присутствовал на приёме шведского посла Антона Монира. В 1632—1634 годах находился на воеводстве в Томске.
Единственный сын — стольник и костромской воевода князь Михаил Никитич Егупов-Черкасский.